# 若松町 (名古屋市)
若松町（わかまつちょう）は、愛知県名古屋市中区の地名。1977年（昭和52年）、同区大須一丁目・大須二丁目に編入され、消滅。

## 地理
東は日出町・門前町、西は常盤町、南は吾妻町、北は花園町・城代町に接していた。

### 学区
- 高等学校 - 尾張学区
- 中学校 - 名古屋市立前津中学校
- 小学校 - 名古屋市立大須小学校[2][3]

### 人口
国勢調査による人口の推移
| 1950年（昭和25年） | 65人  |  |
| 1955年（昭和30年） | 140人 |  |
| 1960年（昭和35年） | 108人 |  |
| 1965年（昭和40年） | 136人 |  |

## 歴史

### 沿革
- 1878年（明治11年）12月20日 - 城代町の一部により、若松町として成立[4]。
- 1889年（明治22年）10月1日 - 名古屋市成立に伴い、同市若松町となる[1]。
- 1908年（明治41年）4月1日 - 中区成立に伴い、同区若松町となる[1]。
- 1908年（明治41年）10月1日 - 中区に編入され、同区若松町となる[4]。
- 1977年（昭和52年）10月23日 - 住居表示実施に伴い、中区大須一丁目・大須二丁目に編入され、消滅[1]。